# باري ستيفنز (كرة سلة)
باري ستيفنز (بالإنجليزية: Barry Stevens)‏ مواليد 17 يناير 1963 في فلينت - الوفاة 21 فبراير 2007، كان مدرب كرة سلة أمريكي ولاعب. بدأ مسيرته الاحترافية في سنة 1986. تم اختياره من قبل فريق دنفر ناغتس خلال الدرافت. بلغ طوله 6 قدم 5 بوصة (2.0 م). اعتزل اللعب في 1994.

## روابط خارجية
- باري ستيفنز على موقع إن بي أي (الإنجليزية)
- باري ستيفنز على موقع سبورتس رفرنس (الإنجليزية)
- باري ستيفنز على موقع كرة السلة الأوروبية.كوم (الإنجليزية)
- باري ستيفنز على موقع كلية كرة السلة في سبورتس رفرنس.كوم (الإنجليزية)
- باري ستيفنز على موقع ريلجم (الإنجليزية)
- باري ستيفنز على موقع بروبوليرز (الإنجليزية)
- باري ستيفنز على موقع قاعة آيوا للمشاهير الرياضية (الإنجليزية)